# Jelle Vossen
Jelle Vossen (* 22. März 1989 in Bilzen) ist ein belgischer Fußballspieler und ist derzeit beim belgischen Erstdivisionär SV Zulte Waregem unter Vertrag. Er ist der Sohn des ehemaligen belgischen Nationalspielers Rudi Vossen. Er ist ein gelernter Mittelfeldspieler, kann aber im Offensivbereich auf jeder Position eingesetzt werden.

## Karriere
Jelle Vossen begann bei seinem Ortsklub JB Eigenbilzen das Fußballspielen und kam über KSK Tongeren zum KRC Genk. Mit 17 Jahren feierte er sein Debüt in der Division 1A und schoss gegen KSV Roeselare sein erstes Pflichtspieltor für die Genkies. Für die Saison 2009/10 wurde er an den Ligakonkurrenten Cercle Brügge verliehen, bei dem er gleich im ersten Match zwei Tore erzielen konnte. Nachdem er 2011/12 bereits in einer Begegnung als Mannschaftskapitän in Erscheinung trat, ist er seit der Spielzeit 2012/13 offizieller Kapitän des KRC Genk.
In den Jahren 2014 und 2015 spielte er in England für den FC Middlesbrough und den FC Burnley, ehe er zur Saison 2015/16 in seine Heimat zum FC Brügge zurückkehrte. In den nächsten vier Spielzeiten kam er dort zu 139 Pflichtspieleinsätzen in allen Wettbewerben. Unter dem neuen Trainer Philippe Clement stand Vossen in der Saison 2019/20 bis Ende Januar 2020 lediglich bei zwei Ligaspielen auf dem Platz. Er wechselte dann zum SV Zulte Waregem und unterschrieb dort einen Vertrag bis Sommer 2023. In der Saison 2020/21 bestritt Vossen 29 von 34 möglichen Ligaspielen für Waregem, in denen er sechs Tore schoss, sowie ein Pokalspiel. In der nächsten Saison waren es 30 von 34 möglichen Ligaspielen, in den er 17 Tore schoss, sowie zwei Pokalspiele mit einem Tor. In der Saison 2022/23 stand er bei 31 von 34 möglichen Ligaspielen, in den er neun Tore schoss, sowie drei Pokalspielen auf dem Platz.

## Nationalteam
Jelle Vossen gab am 29. Mai 2009 im Spiel gegen Chile sein Debüt für die belgische Fußballnationalmannschaft (Endstand 1:1). Sein erstes Tor für die Roten Teufel schoss er am 12. Oktober 2010 im EM-Qualifikations-Match gegen Österreich (Endstand 4:4). Davor war er ab 2004 bei ausnahmslos allen belgischen Jugendnationalmannschaft im Einsatz.

## Erfolge
- Belgischer Meister: 2011 (KRC Genk), 2016, 2018 (beide FC Brügge)
- Belgischer Pokalsieger: 2009, 2013 (KRC Genk)
- Gewinner belgischer Supercup: 2011 (KRC Genk), 2016, 2018 (beide FC Brügge)